# スーパーチキン
『スーパーチキン』（英語: Super Chicken）は、アメリカ合衆国のテレビアニメ。1967年にABCで『ゆかいなターザン』の中間エピソードとして放送された。ジェイ・ウォード・プロダクション製作。
日本では、東京12チャンネルの『マンガのくに』で放送されたことがある。他にテレビ神奈川でも1976年12月21日から1977年1月17日まで放送された。

## あらすじ
ごく平凡なニワトリの男の子は、ジュースを飲んでスーパーチキンに変身し、相棒のフレッドと一緒に悪いやつらから世界の平和を守る。

## キャラクター
スーパーチキン (Super Chicken)
声：ビル・スコット
鶏のスーパーヒーロー。ジュースを飲むとスーパーチキンに変身する。
フレッド (Fred)
声：ポール・フリーズ
スーパーチキンの相棒のライオン。

## エピソードリスト
| #  | サブタイトル                 |
| -- | ---------------------------- |
| 1  | The Zipper                   |
| 2  | One of Our States is Missing |
| 3  | Wild Ralph Hiccup            |
| 4  | The Easter Bunny             |
| 5  | The Elephant Spreader        |
| 6  | The Geezer                   |
| 7  | Rotten Hood                  |
| 8  | The Laundry Man              |
| 9  | The Noodle                   |
| 10 | The Fat Man                  |
| 11 | Merlin Brando                |
| 12 | Salvador Rag Dolly           |
| 13 | Briggs Bad Wolf              |
| 14 | Dr Gizmo                     |
| 15 | The Wild Hair                |